# Giennadij Prokopienko
Giennadij Jurjewicz Prokopienko (ros. Геннадий Юрьевич Прокопенко, ur. 18 stycznia 1964 w Permie) – radziecki skoczek narciarski, złoty medalista zimowej uniwersjady z 1985.
Brał udział w mistrzostwach świata w Oslo i Seefeld in Tirol oraz igrzyskach olimpijskich w Sarajewie, ale bez sukcesów.
W Pucharze Świata zadebiutował 30 grudnia 1981 w Oberstdorfie, zajmując 72. miejsce. Pierwsze punkty zdobył 26 lutego 1982 w Oslo, plasując się na 9. pozycji. Najlepszy rezultat w zawodach tej rangi osiągnął 2 marca 1984 w Lahti – zajął wówczas piąte miejsce. Najlepszy wynik w klasyfikacji generalnej osiągnął w sezonie 1983/1984, kiedy zajął 51. miejsce.
W lutym 1985 w Belluno zdobył złoty medal w konkursie skoków na zimowej uniwersjadzie.

## Puchar Świata w skokach narciarskich

### Miejsca w klasyfikacji generalnej
- sezon 1981/1982: niesklasyfikowany
- sezon 1982/1983: 57
- sezon 1983/1984: 51
- sezon 1984/1985: 64

## Igrzyska olimpijskie
- Indywidualnie
  - 1984 Sarajewo (YUG) – 30. miejsce (duża skocznia), 26. miejsce (normalna skocznia)

## Mistrzostwa świata
- Indywidualnie
  - 1982 Oslo (NOR) – 18. miejsce (duża skocznia), 49. miejsce (normalna skocznia)
  - 1985 Seefeld in Tirol (AUT) – 18. miejsce (duża skocznia), 32. miejsce (normalna skocznia)